# Palais Longchamp
Il Palais Longchamp è un palazzo nonché sede di due musei situato nel 4º arrondissement di Marsiglia, in Francia. I musei sono accessibili dalle due ali opposte dell'edificio e sono il Museo di belle arti di Marsiglia e quello di Storia Naturale. Dietro al palazzo si accede al Parc Longchamp, un giardino esteso diventato bene culturale francese.

## Storia
Il Palazzo fu costruito per celebrare la costruzione del Canale di Marsiglia, realizzato per trasportare in città l'acqua proveniente dal fiume Durance.
Il Consiglio comunale invitò diversi architetti a progettare il complesso, compreso Auguste Bartholdi, ma sarà quello di Henri-Jacques Espérandieu a essere realizzato. La costruzione iniziò nel 1862 e venne terminata nel 1869.